# Movement
Movement – debiutancki album zespołu New Order, wydany w listopadzie 1981 roku przez Factory Records. Album nie został dobrze przyjęty na rynku zarówno przez krytyków, jak i słuchaczy i osiągnął 30 miejsce na brytyjskiej liście przebojów. Poprzednie dokonanie muzyków, czyli Closer, album wydany rok wcześniej pod szyldem zespołu Joy Division, był notowany na miejscu 6.

## Historia
Po samobójczej śmierci lidera i wokalisty zespołu Joy Division, Iana Curtisa i szoku który został wywołany przez ten krok, pozostali członkowie postanowili dalej pracować jako muzycy, aczkolwiek pod nową nazwą – New Order. Zespół odrzucił wszystkie utwory które powstały w czasie ich wspólnej pracy, oprócz dwóch piosenek, „Ceremony” oraz „In a Lonely Place”. Utwory te, nie zostały jednak wydane na tej płycie. W ten sposób, można domniemywać, że cały materiał nagrany i zamieszczony na tym krążku, powstał już po śmierci poprzedniego wokalisty.
Pomimo to, w tych piosenkach bardzo łatwo odnaleźć charakterystyczny styl zespołu Joy Division. Z całą pewnością, należy tutaj wymienić najstarsze utwory, takie jak „Dreams Never End” oraz „Truth” (obydwa grane już we wrześniu 1980 podczas trasy koncertowej po Stanach Zjednoczonych). W tamtym czasie w zespole grało tylko trzech muzyków i nie było decyzji, kto mógłby zostać wokalistą. Wszyscy muzycy próbowali swoich sił w tej dodatkowej profesji, aż ostatecznie zdecydowano, że rola ta przypadnie Bernardowi Sumnerowi. Rola dodatkowego wokalisty została przydzielona dla Petera Hooka (mimo to na płycie zaśpiewał w utworach „Dreams Never End” oraz „Doubts Even Here” jako pierwszy głos). Dołączenie do zespołu w listopadzie 1980 Gillian Gilbert, dziewczyny (obecnie żony) Stephena Morrisa, odciążyło Sumnera, który wcześniej musiał grać na keyboardzie, gitarze a później dodatkowo jeszcze śpiewać (w niektórych utworach było to po prostu fizycznie niemożliwe). Oprócz materiału na płytę, w czasie sesji powstały utwory wydane później na singlach (także na stronach B), takie jak „Mesh, „Cries and Whispers”, „Procession” oraz „Everything’s Gone Green”.
Producentem albumu był ponownie Martin Hannett, który współpracował z muzykami (wtedy Joy Division) na wcześniejszych albumach, jednakże wzajemne porozumienie pomiędzy producentem a muzykami, wraz z upływem czasu, stopniowo zanikało. Hannett był w tym czasie w sporze pomiędzy Factory Records oraz nadużywał zarówno alkoholu, jak i substancji psychoaktywnych. Muzycy którzy musieli dokonać aranżacji utworów w studio, po raz pierwszy samodzielnie i bez pomocy Iana Curtisa (odpowiedzialnego za to wcześniej), uznali Martina Hannetta za osobę bezproduktywną i nie rokującą szans na współpracę. Dlatego był to ostatni raz gdy muzycy współpracowali z Martinem Hannettem.
Tak jak wspomniano na początku, po wydaniu albumu w listopadzie 1981 roku – kilka tygodni po retrospektywnym wydawnictwie Joy Division noszącym tytuł Still – Movement spotkał się z chłodnym odbiorem. Znane są pogłoski o tym, że zespół rozważał, zmiksowanie od nowa albumu lub także ponowne nagranie. Nieuniknione koszty odwiodły ich od tego kroku.

## Dźwięk
Trudne relacje pomiędzy muzykami a producentem miały odbicie w jakości dźwięku nagranego w studio. Dzięki nagraniom dla Johna Peela (prezentera z Radio 1 BBC) z początków roku 1981 możemy porównać obie realizacje. Pod względem muzycznym Movement jest pośrednim albumem pomiędzy dokonaniami muzyków jako Joy Division oraz ich „dojrzałym” stylem muzycznym, który objawił się w utworze „Blue Monday” oraz na następnej płycie „Power, Corruption and Lies”. Liczne odniesienia do Iana Curtisa były wręcz nieuniknione i tak można je odnaleźć na przykład w tytułach utworów: „I.C.B.” (co ma oznaczać Ian Curtis Buried, czyli Ian Curtis pochowany) oraz „The Him”, podczas gdy utwór „Doubts Even Here” (być może pozostały z czasów J.D.? ze śpiewem Hooka oraz Gilbert) podejmuje próbę połączenia wdzięku z brutalnością, które Joy Division udanie łączył w takich utworach jak „Atmosphere” czy „Atrocity Exhibition”.
Jednakże różnice też są łatwo dostrzegalne: „Dreams Never End” jest zadziwiająco radosnym utworem i jest to w istocie jedyny utwór oparty na klasycznym instrumentarium gitara-bas-perkusja. Utwór „Senses” to flirtujący z nami motyw gitarowy, w stylu funky, nigdy wcześniej nie spotykany w twórczości zespołu. Na płycie widoczny jest też rozwój bogatej palety dźwięków produkowanych przez syntezatory, które po raz pierwszy słyszeliśmy na krążku „Closer”, obecnie pojawia się także elektroniczna perkusja (szczególnie w utworze „Truth”). W dalszym ciągu gitara basowa Hooka jest instrumentem dostarczającym melodii, ale w niektórych utworach jest już wspomagana przez syntezatory. Na płycie zespół nie zastosował jeszcze podstawy w swojej dalszej twórczości to jest sekwencerów, ale w trakcie tej sesji powstał utwór, wydany później na singlu, w którym były one wykorzystywane, czyli „Everything’s Gone Green”.

## Okładka
Okładka albumu została zaprojektowana tak, jak wszystkie poprzednie dla zespołu, przez zaprzyjaźnionego artystę Petera Saville’a i została oparta na futurystycznej twórczości Fortunato Depero. Litera ‘F’ na okładce ma odnosić się do nazwy Factory Records a litera ‘L’ ma być symbolem liczby 50 zgodnie z rzymskim systemem zapisywania liczb, gdyż wydawany właśnie album był oznaczony w kolejności jako FAC50, czyli pięćdziesiąte wydawnictwo Factory. Niebieski kolor został wybrany przez zespół, ale pierwsze kopie w Stanach Zjednoczonych miały białe tło.

## Lista utworów
| #  | Tytuł              | Długość |
| -- | ------------------ | ------- |
| 1. | "Dreams Never End" | 3:13    |
| 2. | "Truth"            | 4:37    |
| 3. | "Senses"           | 4:45    |
| 4. | "Chosen Time"      | 4:07    |
| 5. | "ICB"              | 5:25    |
| 6. | "The Him"          | 5:29    |
| 7. | "Doubts Even Here" | 4:16    |
| 8. | "Denial"           | 4:20    |

## Twórcy
- Bernard Sumner; śpiew, gitary, melodyka, syntezatory & programowanie
- Peter Hook; 4- oraz 6-strunowe gitary basowe, śpiew („Dreams Never End”, „Doubts Even Here”)
- Gillian Gilbert: syntezatory & programowanie, gitary, deklamacje („Doubts Even Here”)
- Stephen Morris: perkusja, syntezatory & programowanie,
- Martin Hannett: produkcja
- Chris Nagle: inżynier dźwięku
- John oraz Flood: Asystenci

## Szczegóły wydań
- UK 12" – Factory Records (FACT 50)
- UK kaseta – Factory Records (FACT 50C)
- UK CD (wznowienie z 1993) – London Records (520 018-2)

## Miejsce na liście przebojów
- UK – #30